# Nearshoring
Le nearshoring, par différence à l'offshoring, est le fait de délocaliser une activité économique, mais dans une autre région du même pays ou dans un pays proche.
Plus proche de nous, plus contrôlable, il est censé permettre des gains de productivité importants sans les aléas et les mauvaises surprises de l'offshoring.
Par exemple, d'après le site relationclient.net, en janvier 2007, 16 % des entreprises françaises possédant un centre d'appel envisageaient de le délocaliser dans une autre région de France.
L'intérêt est de ne pas baisser la qualité du centre de contacts, de ne pas subir d'attaques de la presse pour manque de patriotisme économique, tout en réalisant quelques économies car certaines régions ont un salaire moyen inférieur à d'autres.